# Myrcia speciosa
Myrcia speciosa är en myrtenväxtart som först beskrevs av Gerda Jane Hillegonda Amshoff, och fick sitt nu gällande namn av Mcvaugh. Myrcia speciosa ingår i släktet Myrcia och familjen myrtenväxter.
Artens utbredningsområde är Guyana. Inga underarter finns listade i Catalogue of Life.